# ロセンド・メンディサーバル
ロセンド・メンディサーバル（Rosendo Mendizábal 1868年4月21日 - 1913年6月30日）は、タンゴの作曲家。アフリカ系アルゼンチン人と伝えられている。

## 生涯
1868年4月21日に生まれる。3歳のころに父親を亡くしたが、経済的にゆとりがあり、若いうちからピアノを習っていた。青年の頃は、ダンスホールでピアノを弾いたりして生計を立てていた。
1897年に、タンゴ「エル・エントレリアーノ」(El entrerriano)を作曲する。曲の半ばで半音階が登場するこの作品は、フランシスコ・カナロ楽団やロベルト・フィルポ楽団その他のいろいろなタンゴ楽団で独自の解釈の上で演奏され、よく耳にする曲である。かつ、エル・チョクロよりも古い曲であり、よく聴かれるタンゴの最古の曲とされている。
1913年6月30日、死去する

## 主要作品
ロセンド・メンディサーバル作曲
- エル・エントレリアーノ(El entrerriano)